# 巴伐利亞的阿達爾貝特 (1886年)
巴伐利亞的阿達爾貝特（德語：Adalbert von Bayern，1886年6月3日—1970年12月29日），路德維希·斐迪南王子的次子，西班牙女王伊莎貝拉二世的外孫。

## 家庭
1919年，阿達爾貝特與奧古斯塔·馮·西佛利-巴特海姆（Auguste von Seefried auf Buttenheim）結婚，兩人共有兩個兒子：
1. 康斯坦丁（英语：Prince Konstantin of Bavaria）（1920年—1969年）
2. 亞歷山大（1923年—2001年）